# Lacmellea panamensis
Lacmellea panamensis là một loài thực vật có hoa trong họ La bố ma. Loài này được (Woodson) Markgr. mô tả khoa học đầu tiên năm 1941.